# 橋本薬品
橋本薬品株式会社（はしもとやくひん）は、栃木県栃木市樋ノ口町396-34に本社を置く主に医薬品・医療機器の卸売りを扱う企業であった。現在は、共創未来グループの一社「東邦薬品」である。

## 概要
- 代表取締役社長　橋本義一
- 資本金　1,000万円
- 従業員　25人

## 沿革
- 昭和55年10月東京都の「東邦薬品」と合併し「両毛支店」として発足

## 備考
- 広域卸の侵攻により20億円市場(昭和53年当時)の栃木県内の地元卸のシェアの低下で経営が困難になった。
- 橋本薬品の筆頭取引は「武田薬品工業」であり、売上の40％は、武田の製品であった。東邦薬品との合併により武田薬品との取引は停止し、40％は他の有力製薬企業の製品によって穴埋めをした。
- 武田薬品は、4大広域卸の「スズケン」(北海道地区では、秋山愛生舘との関係上取引停止が困難であった為そのまま継続)と「東邦薬品」とは、従来から取引関係を拒否続けていた。現在「メディセオ・バルタックホールディングス」を筆頭に「バイタルネット」・「アステム」・「ほくやく」・「アルフレッサホールディングス」が武田薬品のシェアを分け合っている。